# Abdumalik Khalokov
Abdumalik Khalokov (Buchara, 9 april 2000) is een bokser uit Oezbekistan. Hij werd olympisch kampioen in de vedergewichtklasse op de Olympische Spelen van 2024. Ook won hij goud op het wereldkampioenschap boksen in 2023. 

## Erelijst

### Olympische Spelen
- 2024 in Parijs, Frankrijk (−57 kg)

### Wereldkampioenschappen
- 2023 in Tasjkent, Oezbekistan (–57 kg)
- 2021 in Belgrado, Servië (–57 kg)

### Aziatische Spelen
- 2022 in Hangzhou, China (–57 kg)

1904: Oliver Kirk ·
1908: Richard Gunn ·
1920: Paul Fritsch ·
1924: Jackie Fields ·
1928: Bep van Klaveren ·
1932: Carmelo Robledo ·
1936: Oscar Casanovas ·
1948: Ernesto Formenti ·
1952: Ján Zachara ·
1956: Vladimir Safronov ·
1960: Francesco Musso ·
1964: Stanislav Stepasjkin ·
1968: Antonio Roldán ·
1972: Boris Koeznetsov ·
1976: Ángel Herrera ·
1980: Rudi Fink ·
1984: Meldrick Taylor ·
1988: Giovanni Parisi ·
1992: Andreas Tews ·
1996: Somluck Kamsing ·
2000: Bekzat Sattarchanov ·
2004: Aleksej Tisjtsjenko ·
2008: Vasyl Lomatsjenko ·
2020: Albert Batyrgaziejev ·
2024: Abdumalik Khalokov